# Сату-Ноу (Пиргерешть, Бакеу)
Сату-Ноу (рум. Satu Nou) — село у повіті Бакеу в Румунії. Входить до складу комуни Пиргерешть.
Село розташоване на відстані 205 км на північ від Бухареста, 41 км на південний захід від Бакеу, 124 км на південний захід від Ясс, 140 км на північний захід від Галаца, 103 км на північний схід від Брашова.

## Населення
За даними перепису населення 2002 року у селі проживали 1740 осіб.
Національний склад населення села:
| Національність | Кількість осіб | Відсоток |
| -------------- | -------------- | -------- |
| румуни         | 1691           | 97,2%    |
| чанго          | 38             | 2,2%     |
| угорці         | 11             | 0,6%     |

Рідною мовою назвали:
| Мова      | Кількість осіб | Відсоток |
| --------- | -------------- | -------- |
| румунську | 1723           | 99,0%    |
| угорську  | 17             | 1,0%     |